# Acca Larentia
Acca Larentia – rzymska bogini czczona podczas Larentaliów 23 grudnia. 
Istnieją trzy mity dotyczące tego bóstwa:
- Acca Larentia miała być żoną Faustulusa oraz karmicielką Romulusa i Remusa. Późniejsi historycy rzymscy, opierając się na motywie zastąpienia przez nią wilczycy, uczynili z niej prostytutkę (łacińskie lupa oznacza wilczycę, jak i prostytutkę). Inna znowu wersja przypisuje jej 12 synów, z których jednego, przedwcześnie zmarłego, miał zastąpić Romulus, tworząc w ten sposób skład kolegium Braci Arwalskich.
- Acca Larentia była prostytutką, którą wygrał w kości - od strażnika swojej świątyni - Herkules. Po wspólnie spędzonej nocy bóg wydał ją za bogatego Etruska Tarutiusa, po którego śmierci Acca przekazała jego majątek ludowi rzymskiemu.
- Trzecia wersja mitu podobna jest do drugiej, jednak nie występuje w niej Herkules. Acca Larentia również miała być prostytutką, która po śmierci męża (tym razem Rzymianina) przekazała majątek ludowi rzymskiemu.

Sami Rzymianie powiązali jej imię z Larami i uczynili z niej ich matkę.
Wedle koncepcji współczesnych badaczy Acca Larentia mogła być bóstwem zmarłych lub zieleniącej się roślinności, jej kult wywodził się zaś od sabińskiej Larundy.